# Regent (Verenigd Koninkrijk)
Regent is een merk van motorfietsen.
Brits bedrijfje dat lichte motorfietsen uit Wit-Rusland assembleert en onder de naam Regent verkoopt. De machines stammen vrijwel zeker van Minsk.